# Otto Gohdes

Otto Gohdes

Otto Gohdes (* 17. Dezember 1896 in Falkenburg, Pommern; † 5. März 1945 bei Labenz) war ein deutscher Politiker (NSDAP).

## Leben und Wirken
Gohdes, Sohn eines Landarbeiters, besuchte von 1903 bis 1911 die Bürgerschule in Falkenburg und war anschließend Ziegelarbeiter. Von 1912 bis 1914 wurde er an der Unteroffizier-Vorschule in Greifenberg in Pommern ausgebildet. Anschließend war er bis zum Ausbruch des Ersten Weltkrieges Schüler der Unteroffizierschule Treptow an der Rega im Kreis Greifenberg. Im Krieg wurde Gohdes viermal verwundet (Schwerkriegsbeschädigter) bevor er im Juli 1918 in französische Kriegsgefangenschaft geriet, aus der er im März 1920 zurückkehrte. Auszeichnungen, die er im Krieg erhielt, waren unter anderem das Eiserne Kreuz beider Klassen, das Verwundetenabzeichen und das silberne Militärverdienstabzeichen III. In Falkenburg war er bei der Brigade Ehrhardt von 1920 bis 1923 Zugführer und anschließend bis 1930 Ortsgruppenführer beim Stahlhelm. Er gehörte zeitweise dem Grenzschutz in Pommern an und war Mitglied bei der Organisation Consul, im Deutschvölkischen Schutz- und Trutzbund, im Bund Wiking sowie im Schlageter-Bund.
Im August 1923 wurde Gohdes Mitglied der NSDAP, der neu gegründeten Partei trat er zum 1. Oktober 1929 erneut bei (Mitgliedsnummer 154.998). Nach anderen Angaben war er bereits 1925 wieder als Ortsgruppenleiter für Falkenburg tätig. Von Juli 1930 bis März 1933 war er auch Mitglied der SS, in der den Rang eines SS-Sturmbannführers erreichte. Von 1922 bis 1932 arbeitete Gohdes als Forstangestellter der Preußischen Staatsoberförsterei Neuhof bei Virchow im Landkreis Dramburg. Aufgrund seiner politischen Betätigung für die NSDAP wurde Gohdes 1932 aus dem Staatsdienst entlassen, nachdem bereits 1931 ein Disziplinarverfahren gegen ihn eingeleitet wurde. 
Nachdem er mehrere Jahre lang als Kreisleiter der NSDAP fungiert hatte, wurde Gohdes im Mai 1932 zum Gauorganisationsleiter in Pommern ernannt. Bei der Reichstagswahl vom März 1933 wurde Gohdes als Kandidat der NSDAP für den Wahlkreis 6 (Pommern) in den Reichstag gewählt. Nachdem sein Mandat im November 1933, 1936 sowie 1938 bestätigt wurde, gehörte er dem nationalsozialistischen Reichstag ohne Unterbrechung bis zum Ende der NS-Herrschaft im Mai 1945 an. Das wichtigste parlamentarische Ereignis, an dem Gohdes sich während seiner Abgeordnetenzeit beteiligte, war die Verabschiedung des – unter anderem auch mit seiner Stimme beschlossenen – Ermächtigungsgesetzes im März 1933. 1933 wurde Gohdes in den Preußischen Landtag gewählt, trat das Mandat aber nicht an.
Am 7. Mai 1933 wurde Gohdes Reichsschulungsleiter der NSDAP und der Deutschen Arbeitsfront (DAF) in Berlin. Sein Nachfolger als Reichsschulungsleiter der NSDAP im Amt Rosenberg und der DAF wurde im Herbst 1934 Max Frauendorfer. Ab 1933 war er Herausgeber der NSDAP-Schulungsbriefe und war auch als Reichsschulungsredner tätig. Er war Mitglied im kleinen Konvent der DAF und 1934 Leiter des Amtes Ausbildung der NS-Gemeinschaft Kraft durch Freude (KdF). Gohdes war Mitglied der Reichsarbeitskammer, des Sachverständigenbeirates der NSBO (1934) sowie Kuratoriumsmitglied des Instituts für Konjunkturforschung (1934). Gohdes war zudem Autor politischer Zeitungsartikel.
Von 1935 bis 1938 fungierte er als Reichshauptamtsleiter und von 1936 bis Frühjahr 1945 als Kommandant der Reichsführerschule NS-Ordensburg Krössinsee. Ab November 1938 gehörte er der Sturmabteilung (SA) an, in der er im November 1944 den Rang eines Gruppenführers erreichte. Ferner war Gohdes, seit 1936 verheiratet, Beisitzer der Filmoberprüfstelle der Reichsfilmkammer. Gohdes gehörte 1940 einer Delegation der NSDAP an, die nach Japan reiste. 1943 wurde er Hauptdienstleiter der NSDAP. Er leitete die „Dienststelle Gohdes“, den Aufbaustab des deutschen Verwaltungspersonals im Kaukasus.
Gohdes floh vor der anrückenden Roten Armee aus der Ordensburg und starb bei Kampfhandlungen am 5. März 1945 bei Dramburg.

## Schriften
- Ausbildungsvorschrift für die Politischen Leiter der NSDAP, s.l.e.a.
- Marschausbildung A. V. M., 1935.
- Deutschland und Kaukasien, Berlin 1944.
- Kaukasien. Kurze Einführung mit Karten, Berlin 1944.